# Wałentyniwka (obwód doniecki)
Wałentyniwka (ukr. Валентинівка) – osiedle na Ukrainie, w obwodzie donieckim, w rejonie bachmuckim, w hromadzie Torećk. W 2001 liczyło 84 mieszkańców.